# Wiesław Kwaśny
 Wiesław Kwaśny  (ur. 1950 w Krakowie) − polski skrzypek, koncertmistrz Orkiestry Filharmonii Krakowskiej i profesor Katedry Skrzypiec i Altówki Akademii Muzycznej w Krakowie. 
Ukończył studia w Akademii Muzycznej w Krakowie w klasie prof. Eugenii Umińskiej. Naukę kontynuował w Yale School of Music w USA.
Był solistą i koncertmistrzem Polskiej Orkiestry Kameralnej Jerzego Maksymiuka, orkiestry Sinfonia Varsovia oraz orkiestry Filharmonii Krakowskiej. Kilkakrotnie występował jako solista pod batutą Yehudi Menuhina i Mścisława Roztropowicza wykonując koncerty skrzypcowe Beethovena, Mendelssohna i Czajkowskiego. Z wyżej wymienionymi orkiestrami wykonał ponad 1200 koncertów z najwybitniejszymi dyrygentami i solistami w najbardziej prestiżowych salach koncertowych na wszystkich kontynentach.
Wiesław Kwaśny koncertował także w charakterze solisty jako skrzypek oraz altowiolista z orkiestrami symfonicznymi i kameralnymi. W roli altowiolisty wielokrotnie występował z Kają Danczowską i Janem Staniendą. Dokonał licznych nagrań dla Polskiego Radia i Telewizji.
Jest emerytowanym profesorem Akademii Muzycznej im. Krzysztofa Pendereckiego w Krakowie. Jego studenci i uczniowie zdobyli kilkanaście pierwszych miejsc na konkursach skrzypcowych krajowych i zagranicznych. Był również gościnnym profesorem w Mainz (Niemcy). Prowadzi liczne kursy mistrzowskie. Jest jurorem wielu konkursów skrzypcowych. Był promotorem Doktoratu Honoris Causa dla prof. Jadwigi Kaliszewskiej, co podkreśla jego zaangażowanie w rozwój polskiej edukacji muzycznej i artystycznej.
Jest laureatem konkursów w Lizbonie (V nagroda i nagroda specjalna H. Szerynga), w Neapolu (II nagroda), North Carolina Symphony (II nagroda), im. G.B. Dealy w Dallas (I nagroda). Laureat Nagrody Miasta Krakowa w 2004 roku. W 2013 został odznaczony Srebrnym Medalem „Zasłużony Kulturze Gloria Artis”. W 2018 postanowieniem prezydenta RP Andrzeja Dudy został odznaczony Krzyżem Kawalerskim Orderu Odrodzenia Polski za wybitne osiągnięcia w pracy artystycznej i twórczej oraz działalności dydaktycznej.